# Championnat du Monténégro de basket-ball
Le Championnat du Monténégro de basket-ball, également nommé Opportunity League ou Prva A Liga, est une compétition de basket-ball qui représente au Monténégro le sommet de la hiérarchie du basket-ball. Elle a été créée en 2006 peu de temps après l'indépendance du Monténégro de la Serbie-et-Monténégro. La ligue est sponsorisée par l'Opportunity Bank.

## Palmarès
| Saison    | Champion                                 | Finaliste                                | Score                                    |
| --------- | ---------------------------------------- | ---------------------------------------- | ---------------------------------------- |
| 2006-2007 | Budućnost Podgorica                      | Lovćen Cetinje                           | 3-0                                      |
| 2007-2008 | Budućnost Podgorica                      | Mogren Budva                             | 3-0                                      |
| 2008-2009 | Budućnost Podgorica                      | ABS Primorje                             | 3-0                                      |
| 2009-2010 | Budućnost Podgorica                      | Lovćen Cetinje                           | 3-0                                      |
| 2010-2011 | Budućnost Podgorica                      | Mornar Bar                               | 3-0                                      |
| 2011-2012 | Budućnost Podgorica                      | Sutjeska Nikšić                          | 3-0                                      |
| 2012-2013 | Budućnost Podgorica                      | Sutjeska Nikšić                          | 3-0                                      |
| 2013-2014 | Budućnost Podgorica                      | Zeta 2011                                | 3-0                                      |
| 2014-2015 | Budućnost Podgorica                      | Sutjeska Nikšić                          | 3-1                                      |
| 2015-2016 | Budućnost Podgorica                      | Mornar Bar                               | 3-1                                      |
| 2016-2017 | Budućnost Podgorica                      | Mornar Bar                               | 3-2                                      |
| 2017-2018 | Mornar Bar                               | Budućnost Podgorica                      | 3-1                                      |
| 2018-2019 | Budućnost Podgorica                      | Mornar Bar                               | 3-2                                      |
| 2019-2020 | Saison annulée pour cause de coronavirus | Saison annulée pour cause de coronavirus | Saison annulée pour cause de coronavirus |
| 2020-2021 | Budućnost Podgorica                      | Mornar Bar                               | 2-0                                      |
| 2021-2022 | Budućnost Podgorica                      | Mornar Bar                               | 3-2                                      |
| 2022-2023 | Budućnost Podgorica                      | KK Studentski centar                     | 3-0                                      |
| 2023-2024 | Budućnost Podgorica                      | KK Studentski centar                     | 3-1                                      |
| 2024-2025 | Budućnost Podgorica                      | KK Studentski centar                     | 2-0                                      |

## Bilan par club
| Club                 | Titres | Finalistes | Années de victoires                                                                                  |
| -------------------- | ------ | ---------- | --- |
| Budućnost Podgorica  | 17     | 1          | 2007, 2008, 2009, 2010, 2011, 2012, 2013, 2014, 2015, 2016, 2017, 2019, 2021, 2022, 2023, 2024, 2025 |
| Mornar Bar           | 1      | 6          | 2018                                                                                                 |
| KK Studentski centar | 0      | 3          | |
| Sutjeska Nikšić      | 0      | 3          | |
| Lovćen Cetinje       | 0      | 2          | |
| Mogren Budva         | 0      | 1          | |
| ABS Primorje         | 0      | 1          | |
| Zeta 2011            | 0      | 1          | |